# Замки Луари
За́мки Луа́ри (фр. Châteaux de la Loire) — замки (шато) долини річки Луари у Франції, адміністративного району країни під назвою Центр — Долина Луари (історичні провінції Турень, Блезуа, Орлеане, Беррі), а також регіону Пеї-де-ла-Луар (історична провінція Анжу).
Замки Луари — архітектурні споруди, у більшості випадків побудовані або значно перебудовані в період французького Відродження, у ті часи, коли французькі королі жили на берегах великої річки, її приток або поблизу від них (XV—XVI ст.). Велика частина замків все ж йде корінням у Середньовіччя, досі зберігаючи архітектурні риси того часу.
Велика кількість чудових архітектурно-історичних пам'яток у цій частині Франції визначило занесення долини Луари до списку всесвітньої спадщини ЮНЕСКО, це територія між Сюллі-сюр-Луар (департамент Луаре) і Шалон-сюр-Луар (Мен і Луара).

## Замки за течією річкиЛуари
Марой-сюр-Шер — Поліньяк — Бутеон — Монрон-ле-Бан — Басті-д'Юрфе — Корн-д'Юрфе — Де-ля-Рош — Сен-Моріс-сюр-Луар — Сен-П'єр-ля-Нуай — Шевенон — Невер — Сен-Вріссон — Ж'єн — Бюссьєр — Поншеврон — Веррері — Сюллі-сюр-Луар — Шатонеф-сюр-Луар — Буажибо — Мен-сюр-Луар — Менар — Тальсі — Шамбор — Блуа — Вільсавен — Шеверні — Боргар — Труссе — Шомон-сюр-Луар — Амбуаз — Кло-Люсе — Ланже — Жізо — Ро — Монсоро — Монтрой-Белле — Сен-Лу-сюр-Туе — Сомюр — Замок Шато де Рео — Бумуа — Бріссак — Монжоффруа — Плессі-Бурре — Нант — Машкуль

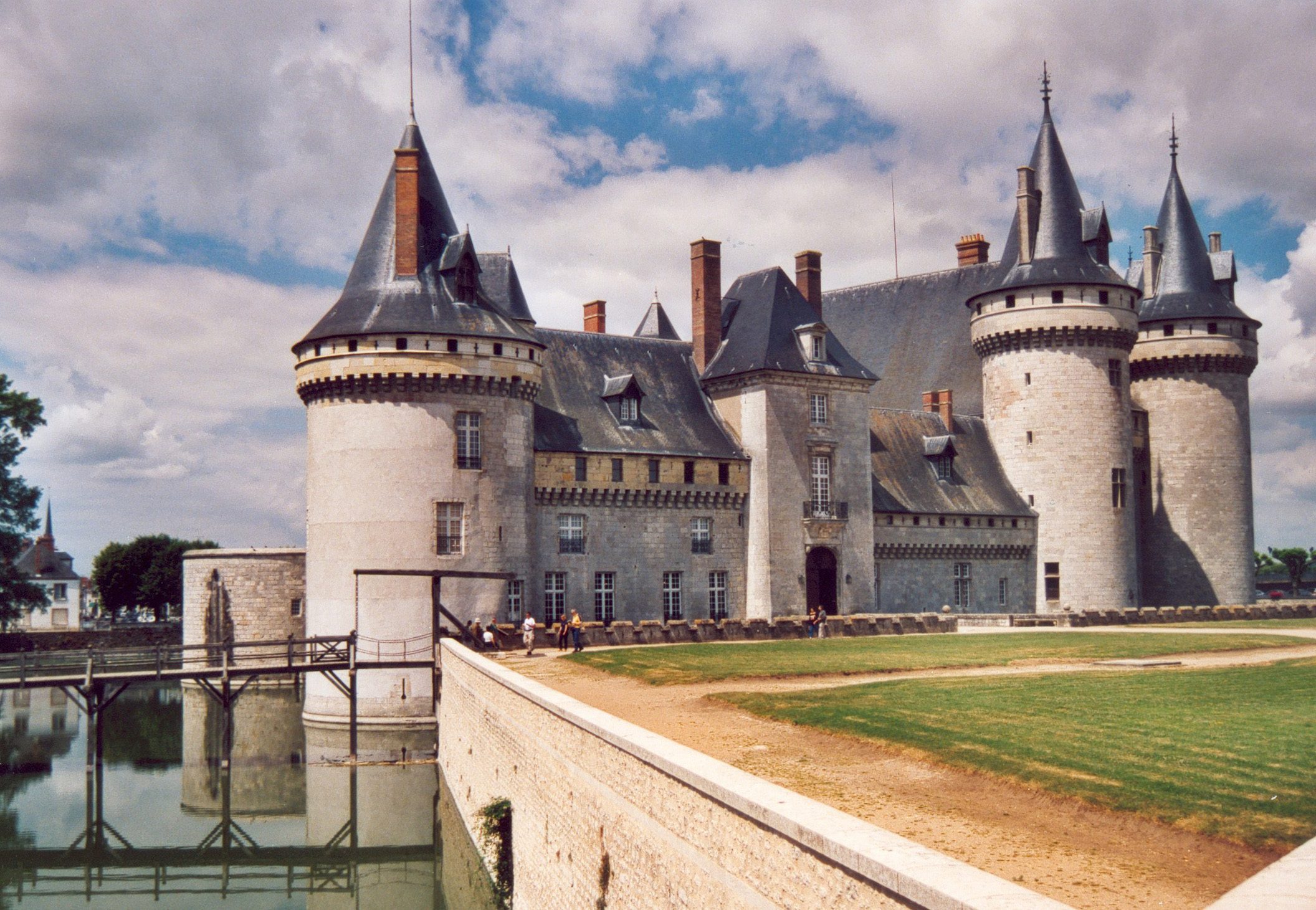
Сюллі-сюр-Луар
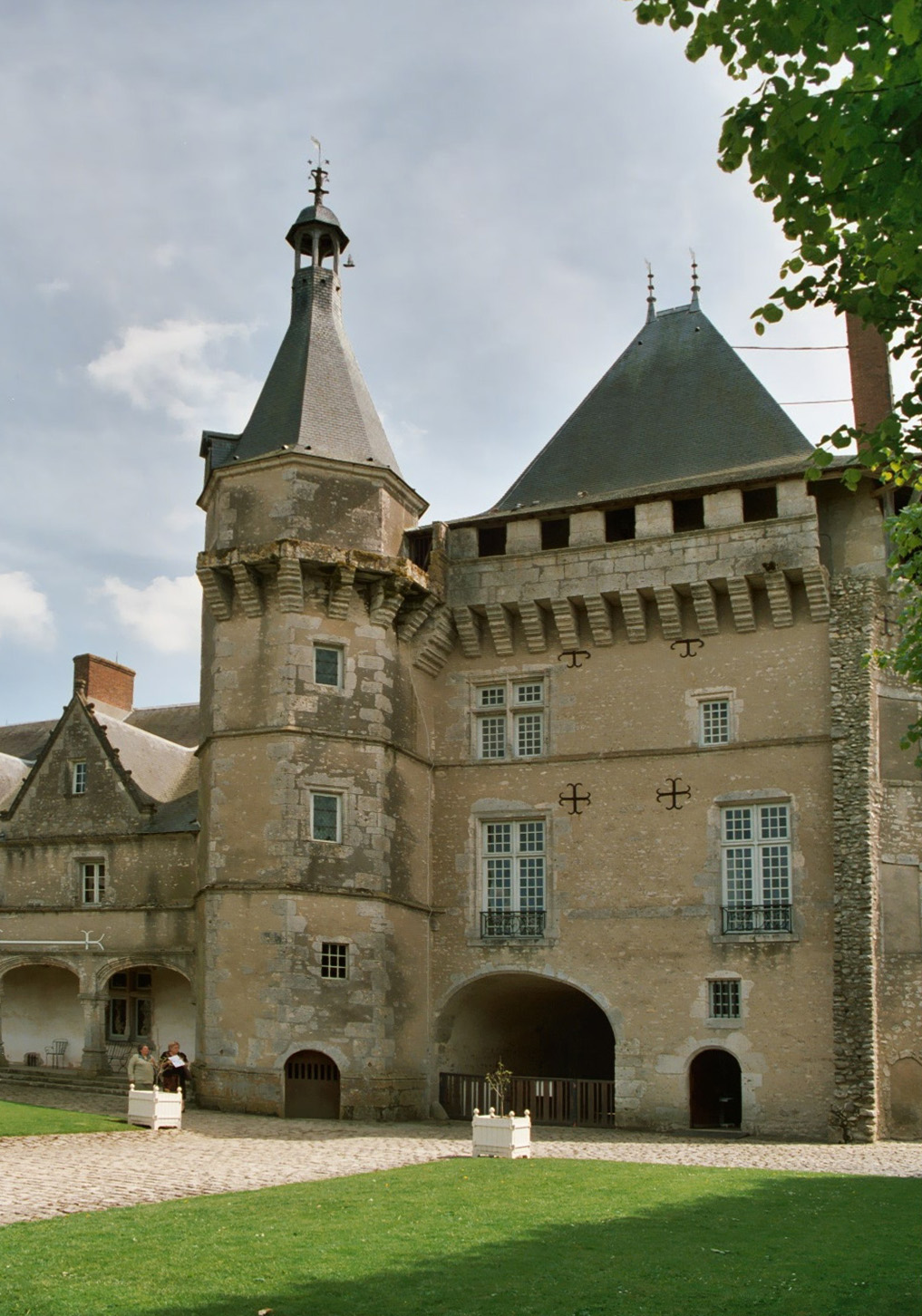
Тальсі
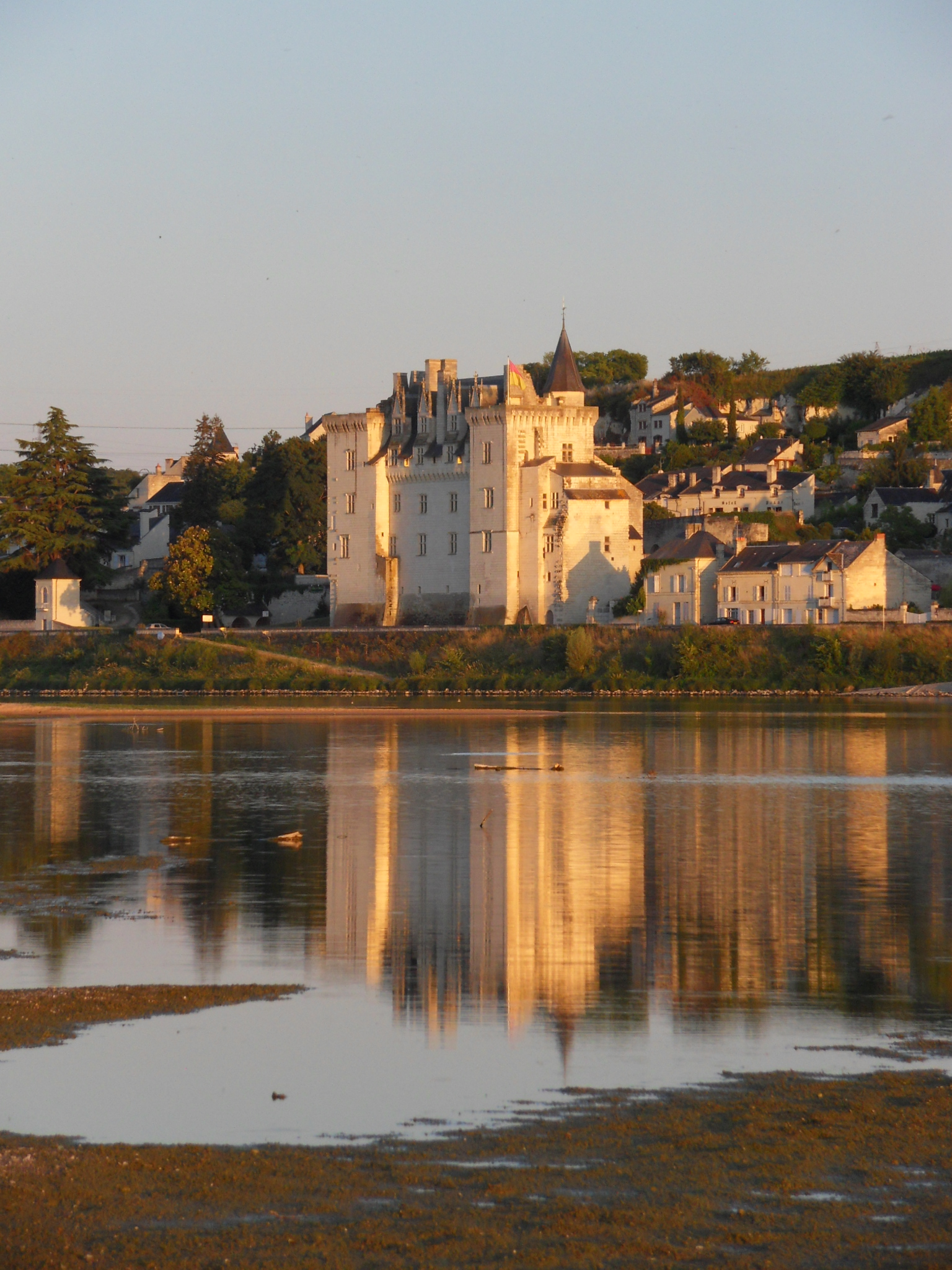
Монсоро
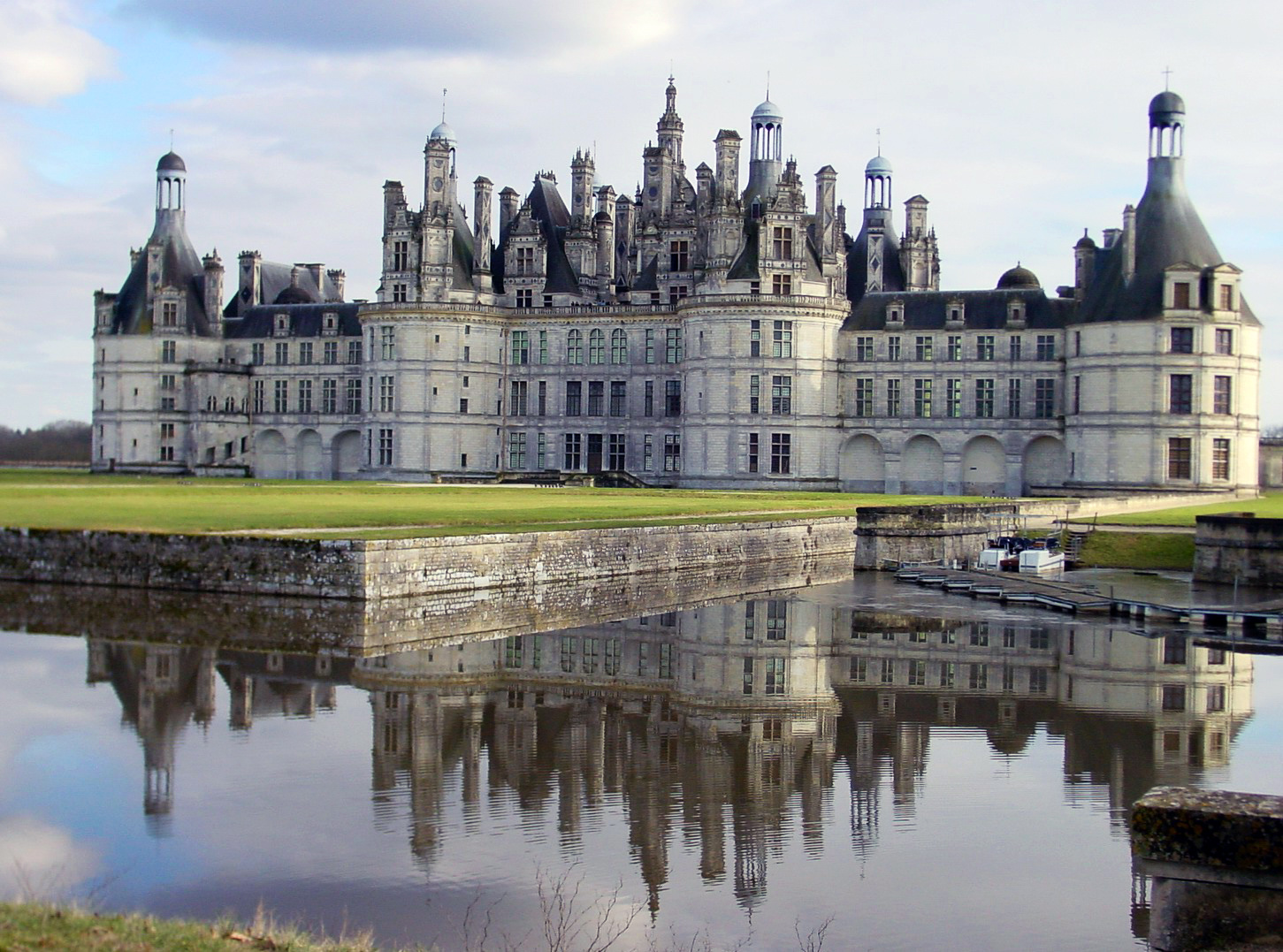
Шамбор
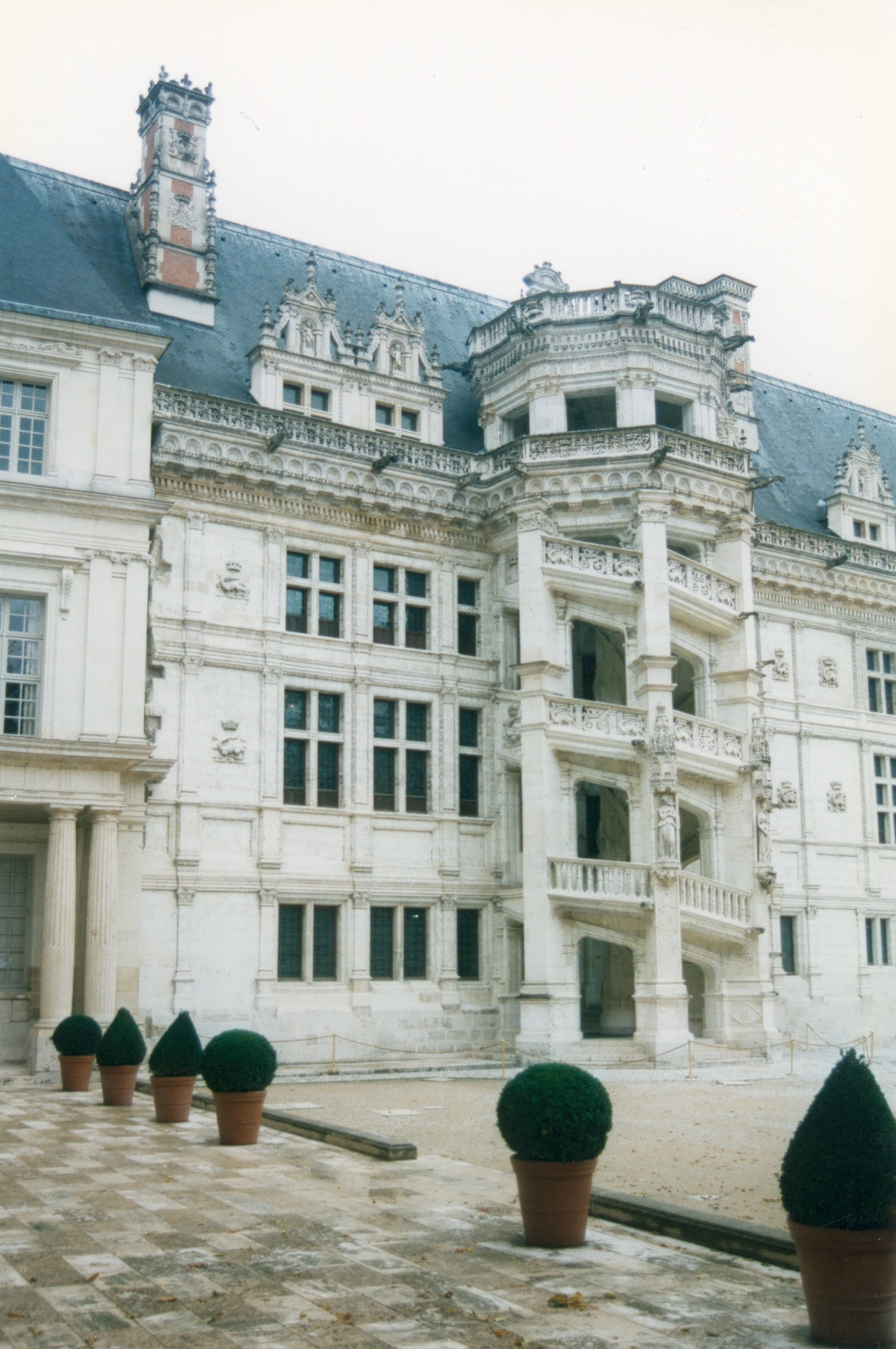
Блуа
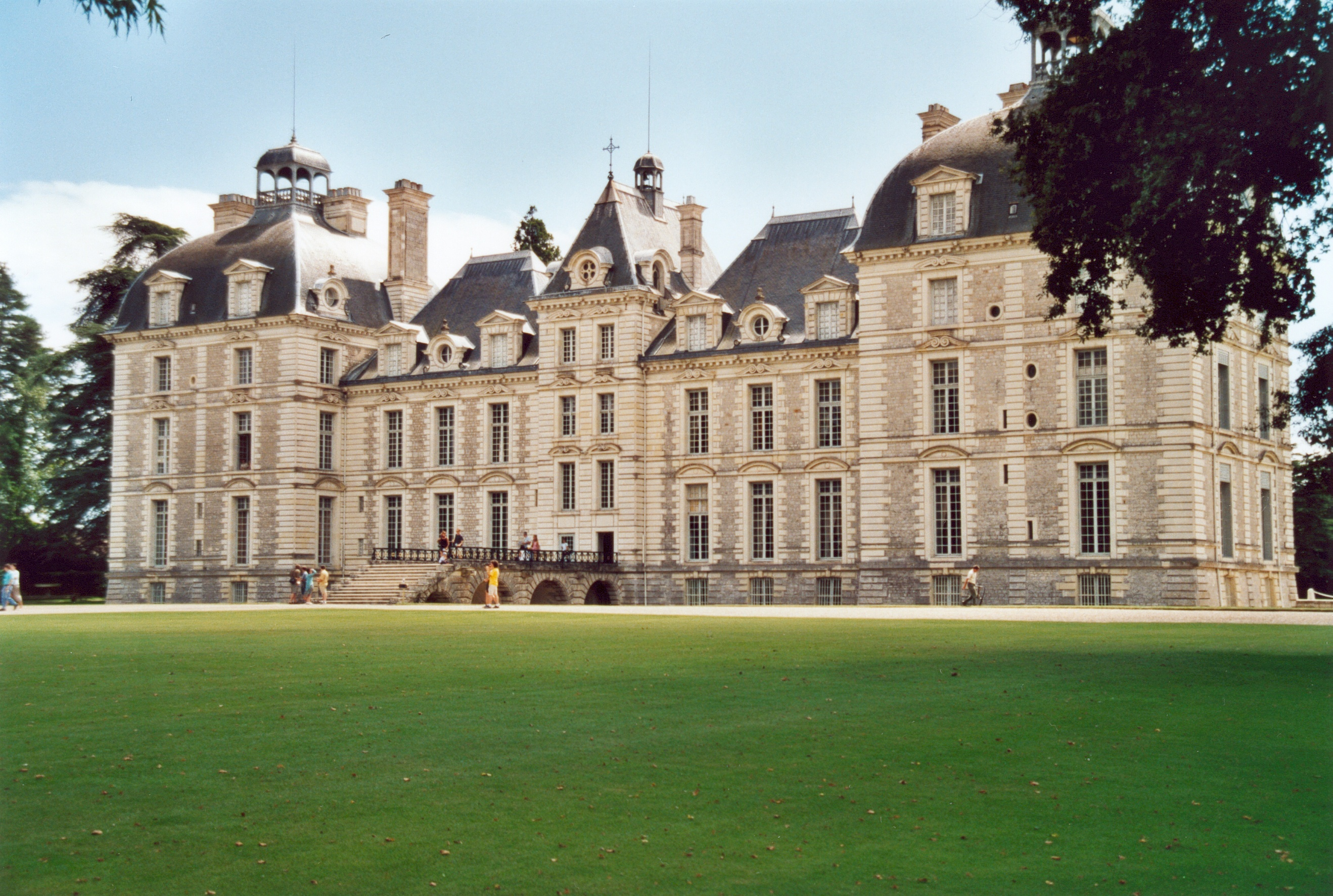
Шеверні
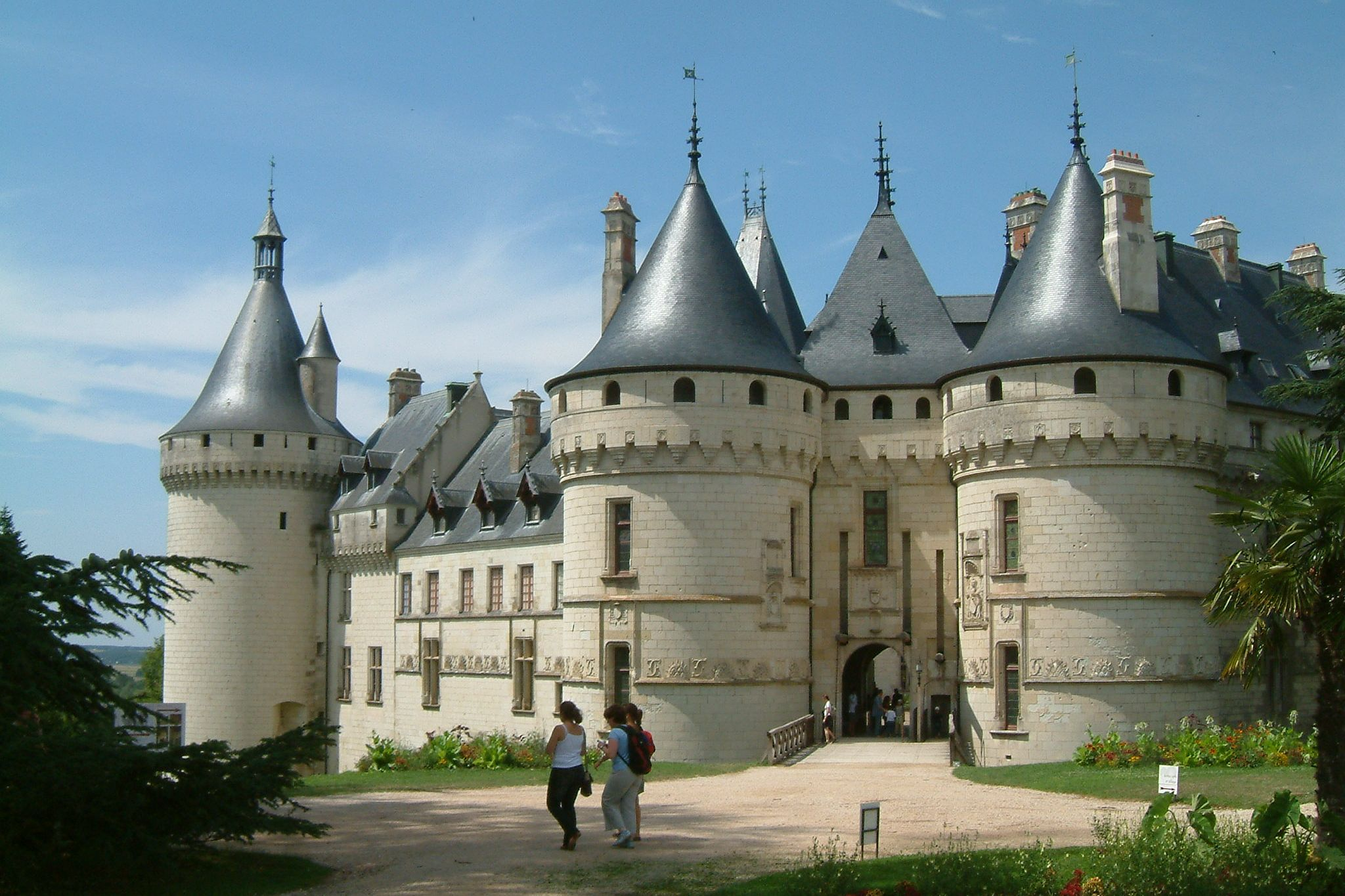
Шомон-сюр-Луар
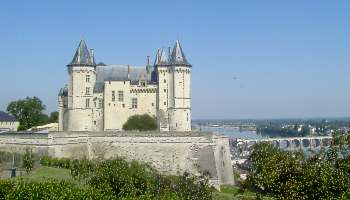
Сомюр
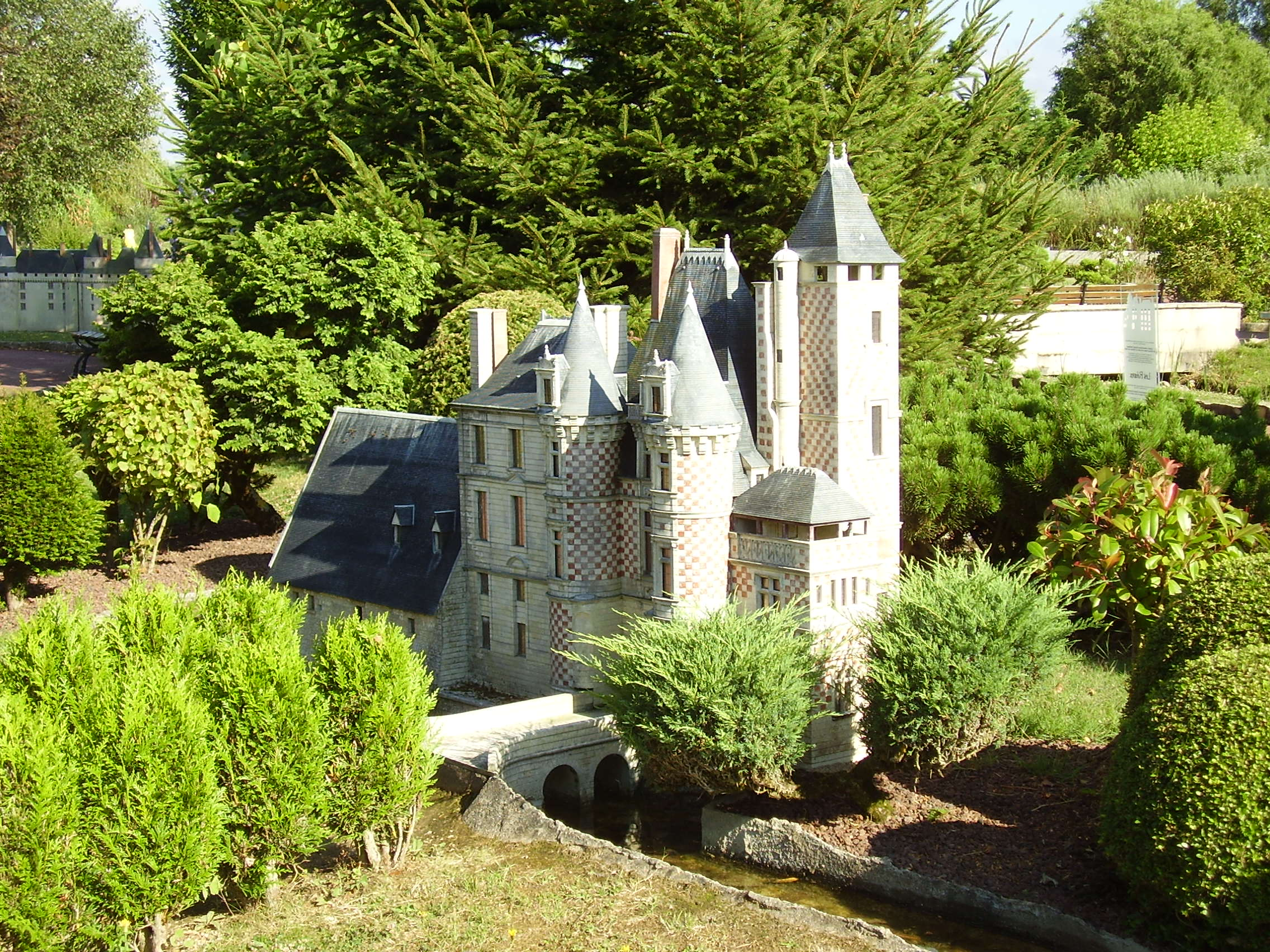
Замок Шато де Рео
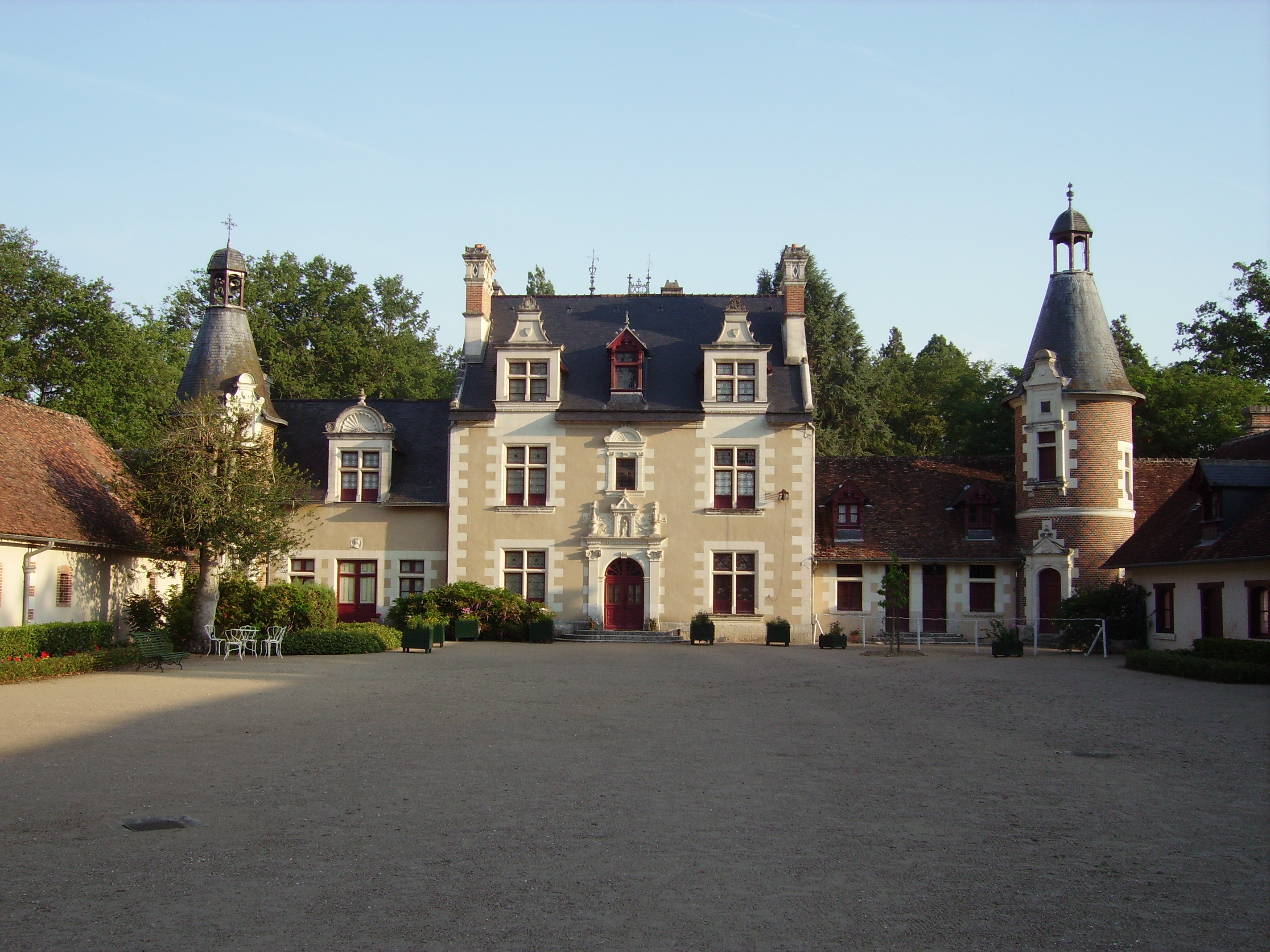
Труссе
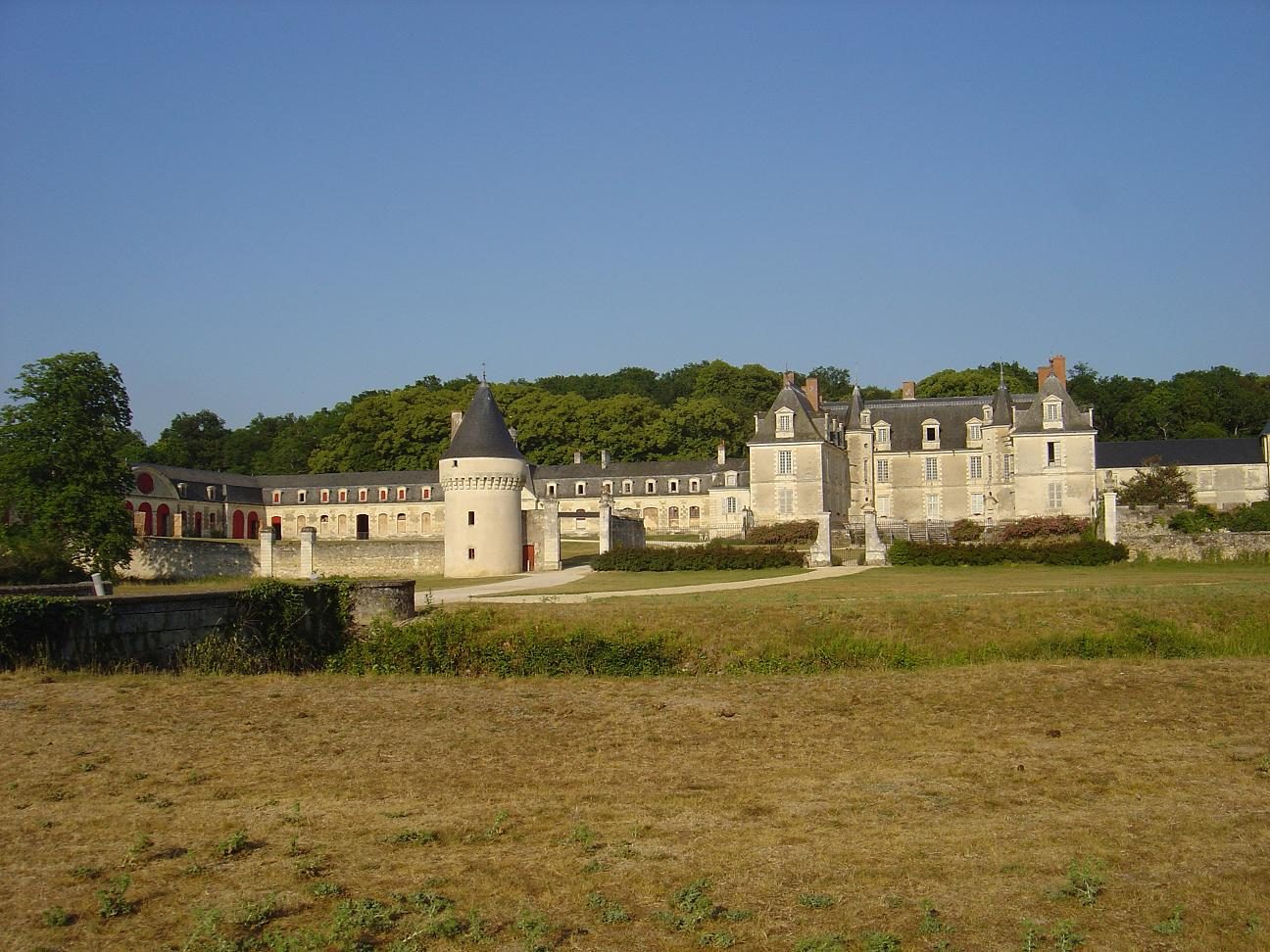
Жізо
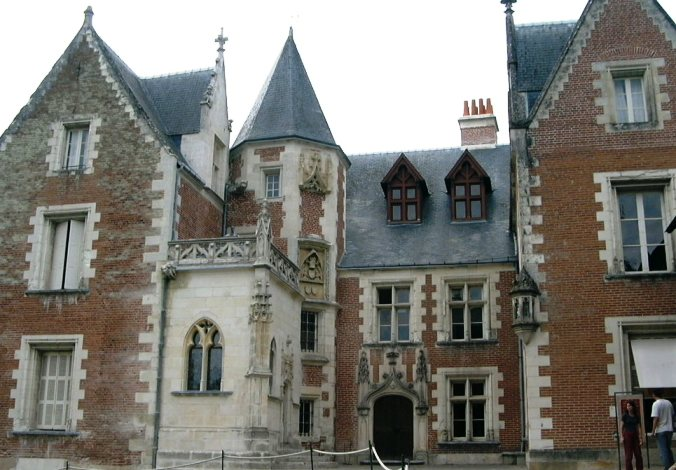
Кло-Люсе
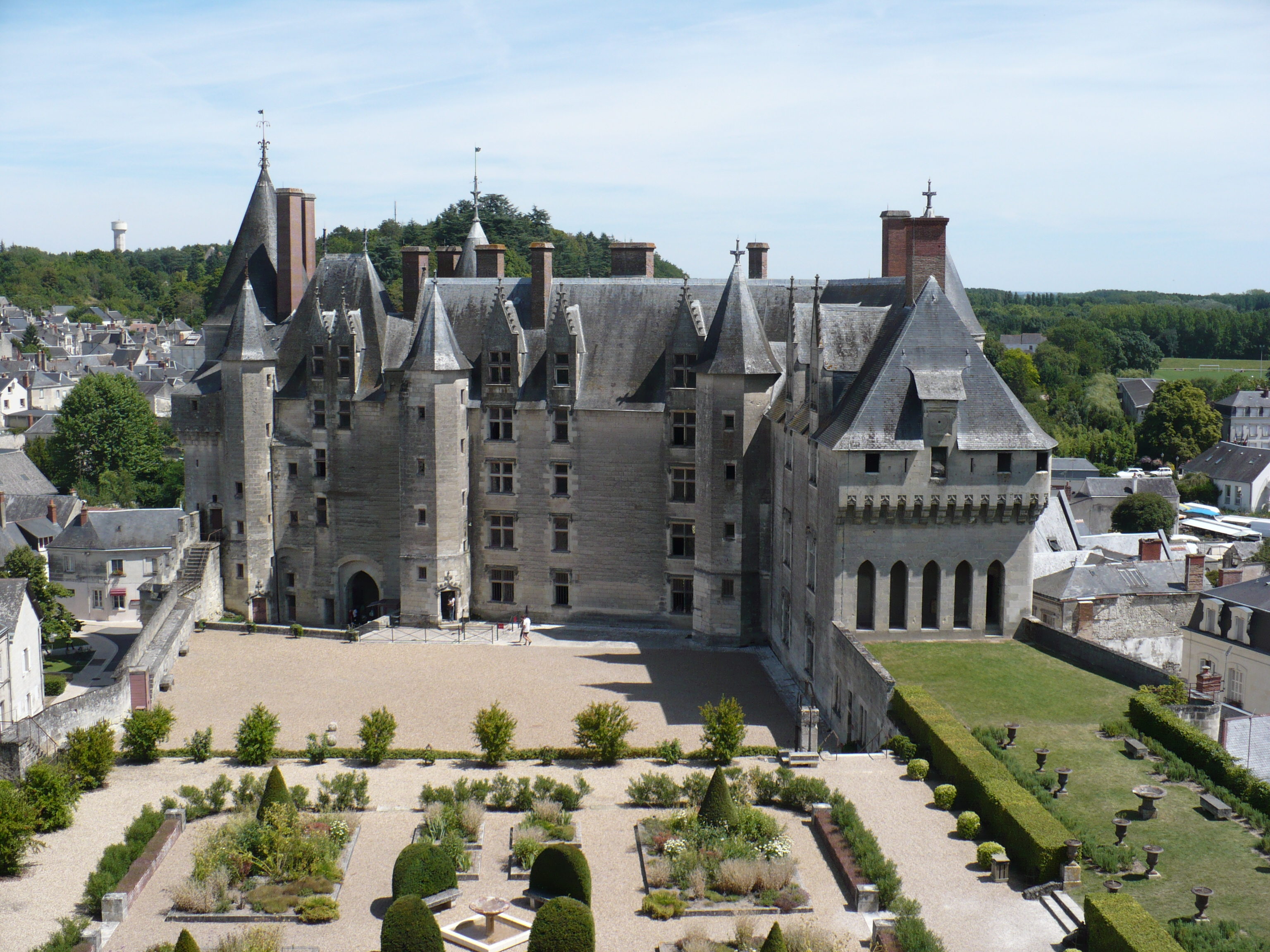
Ланже

## Замки за течією річкиМен
Анжерський замок

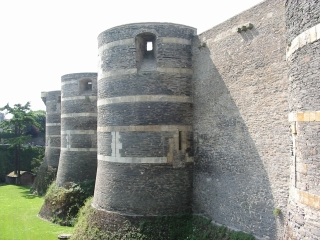
Анжерський замок

## Замки за течією річкиШер
Сель-сюр-Шер — Валансе — Сен-Еньян — Ге-Пеан — Монрішар — Шіссе — Шенонсо — Вілландрі

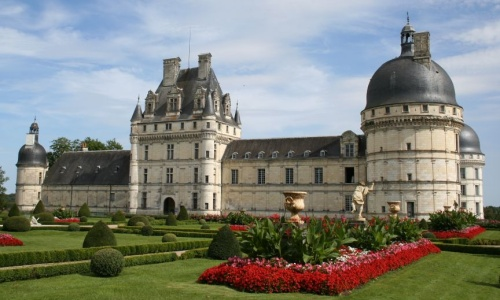
Валансе
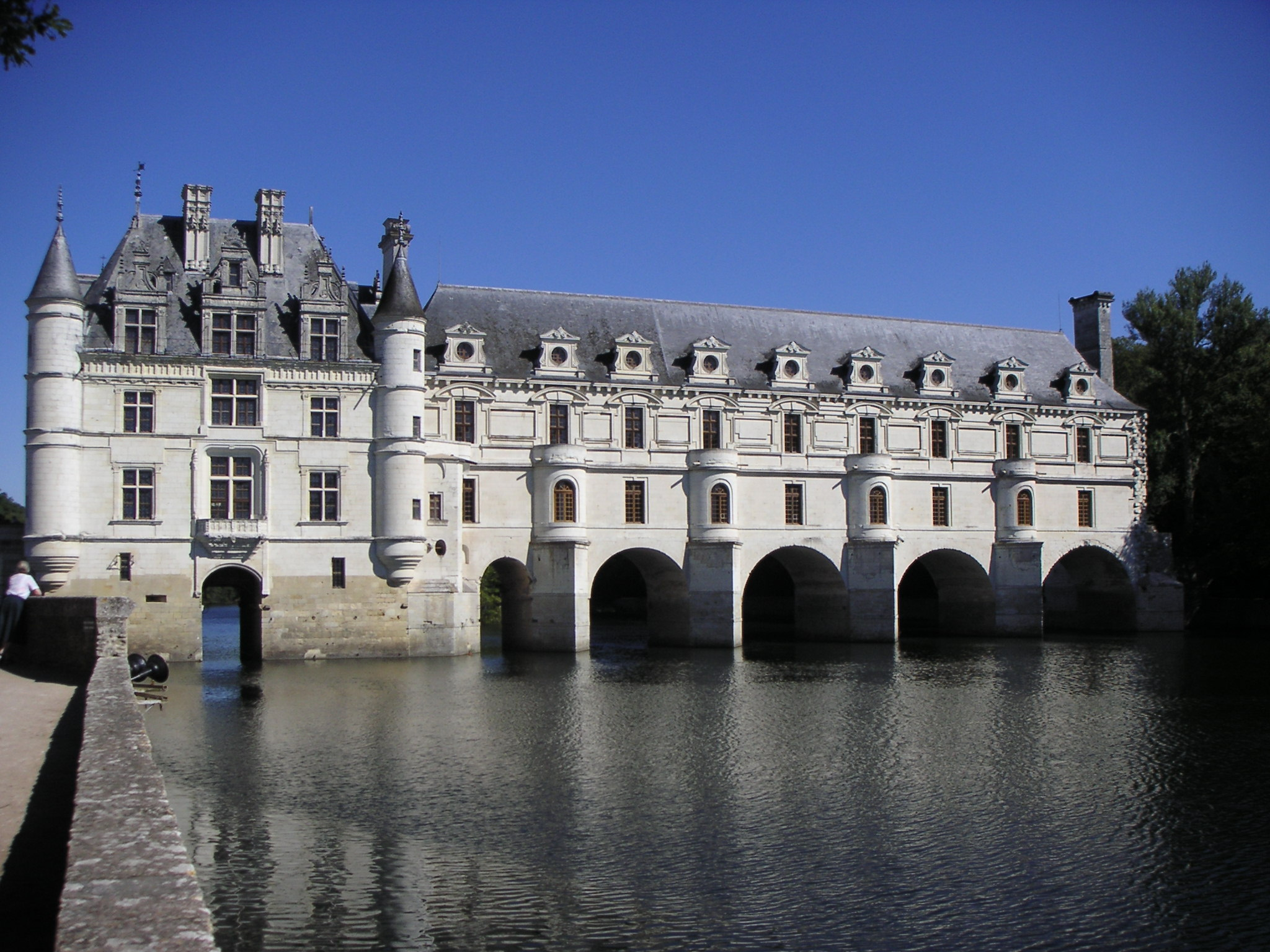
Шенонсо
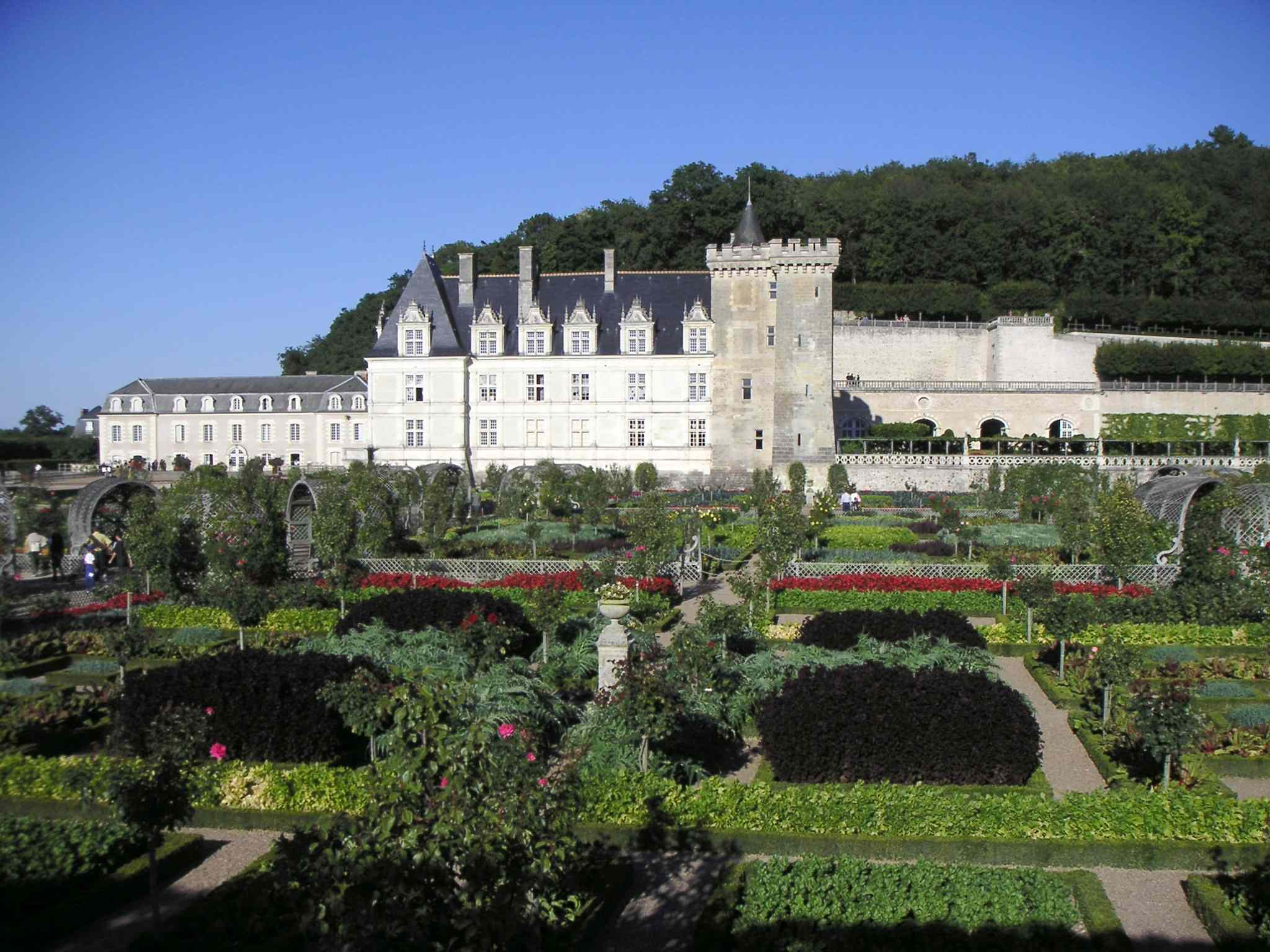
Вілландрі

## Замки за течією річкиЕндр
Лош — Саше — Азе-ле-Ридо — Юссе — Аржі — Канде

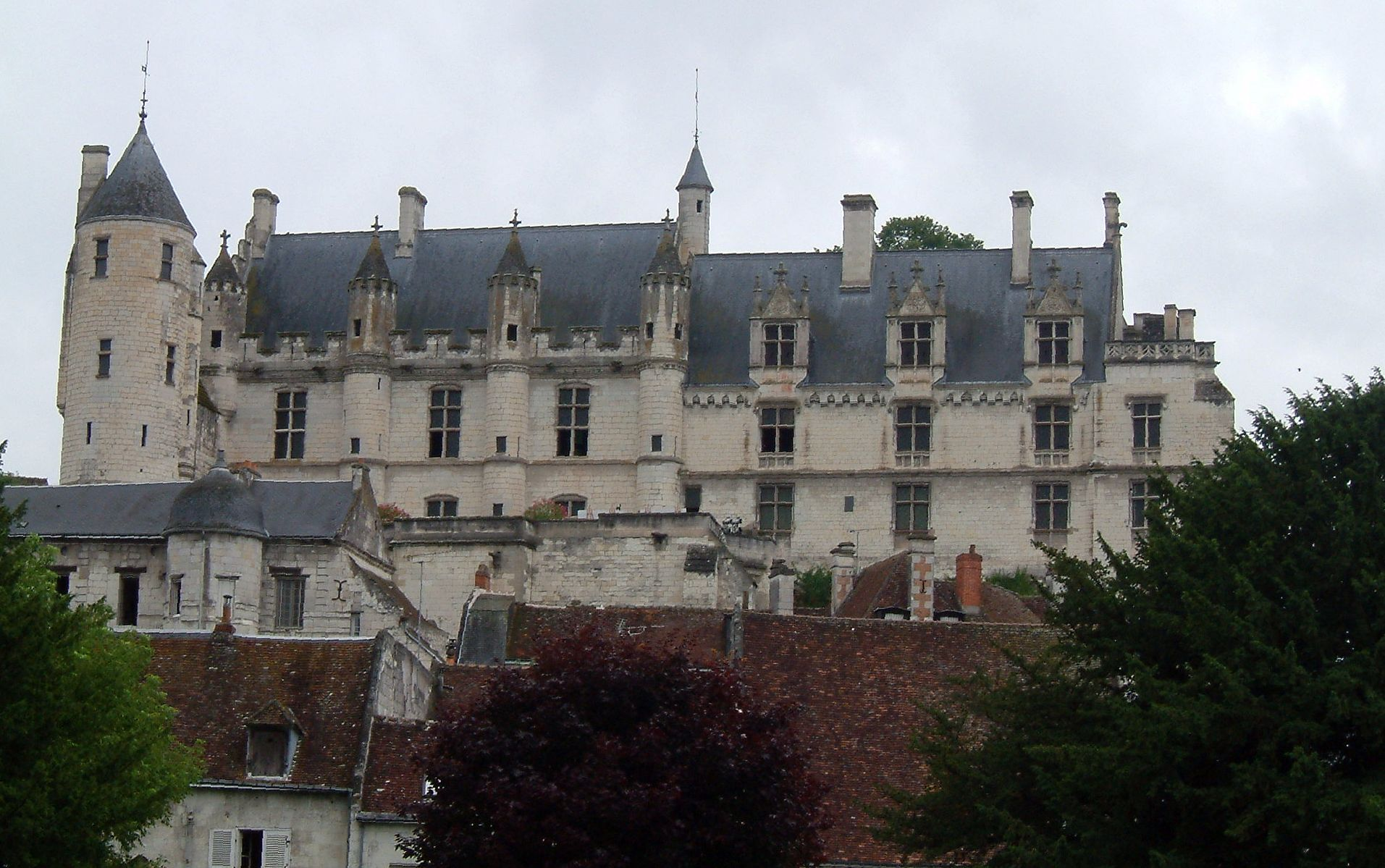
Лош
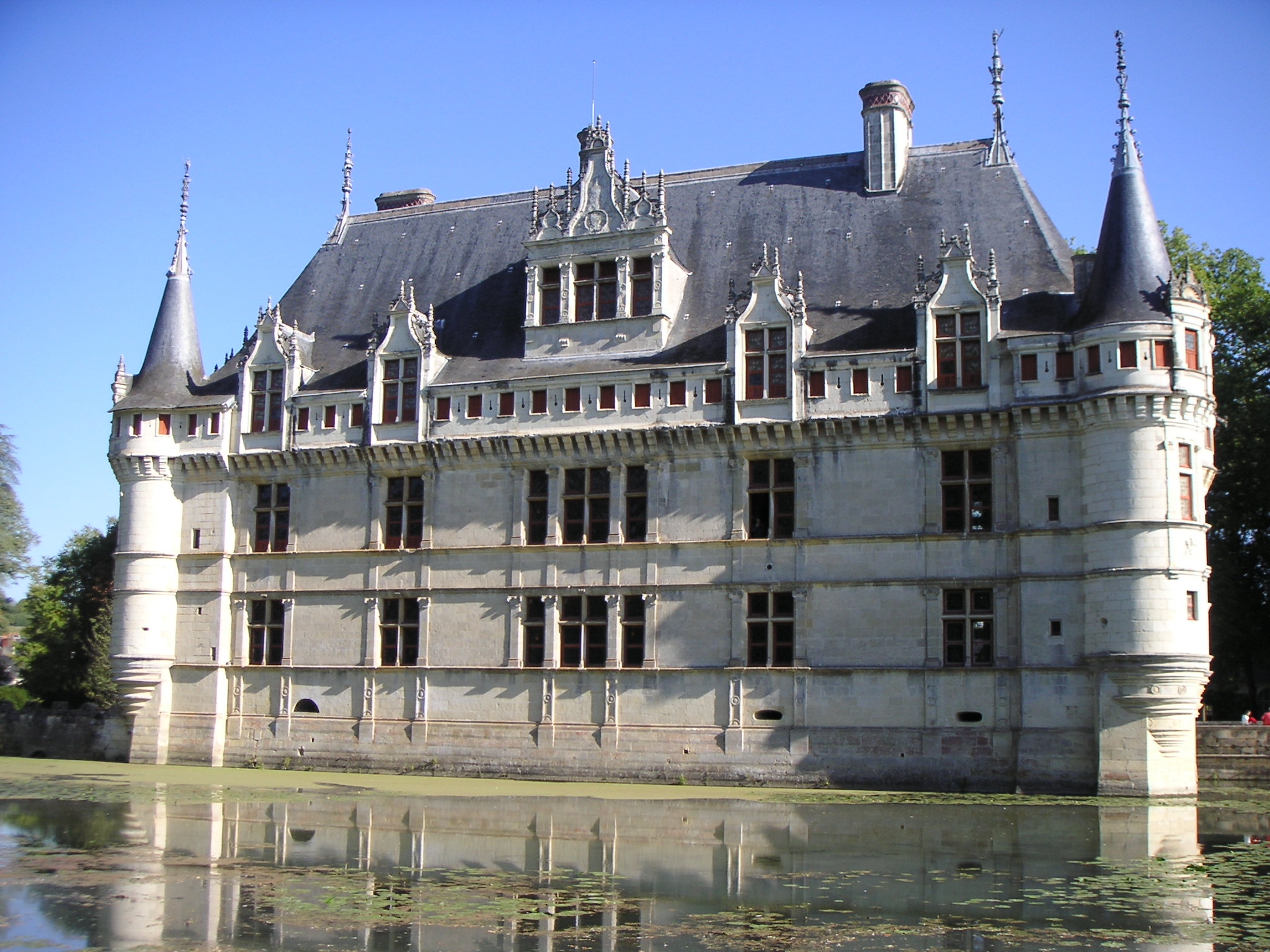
Азе-ле-Ридо
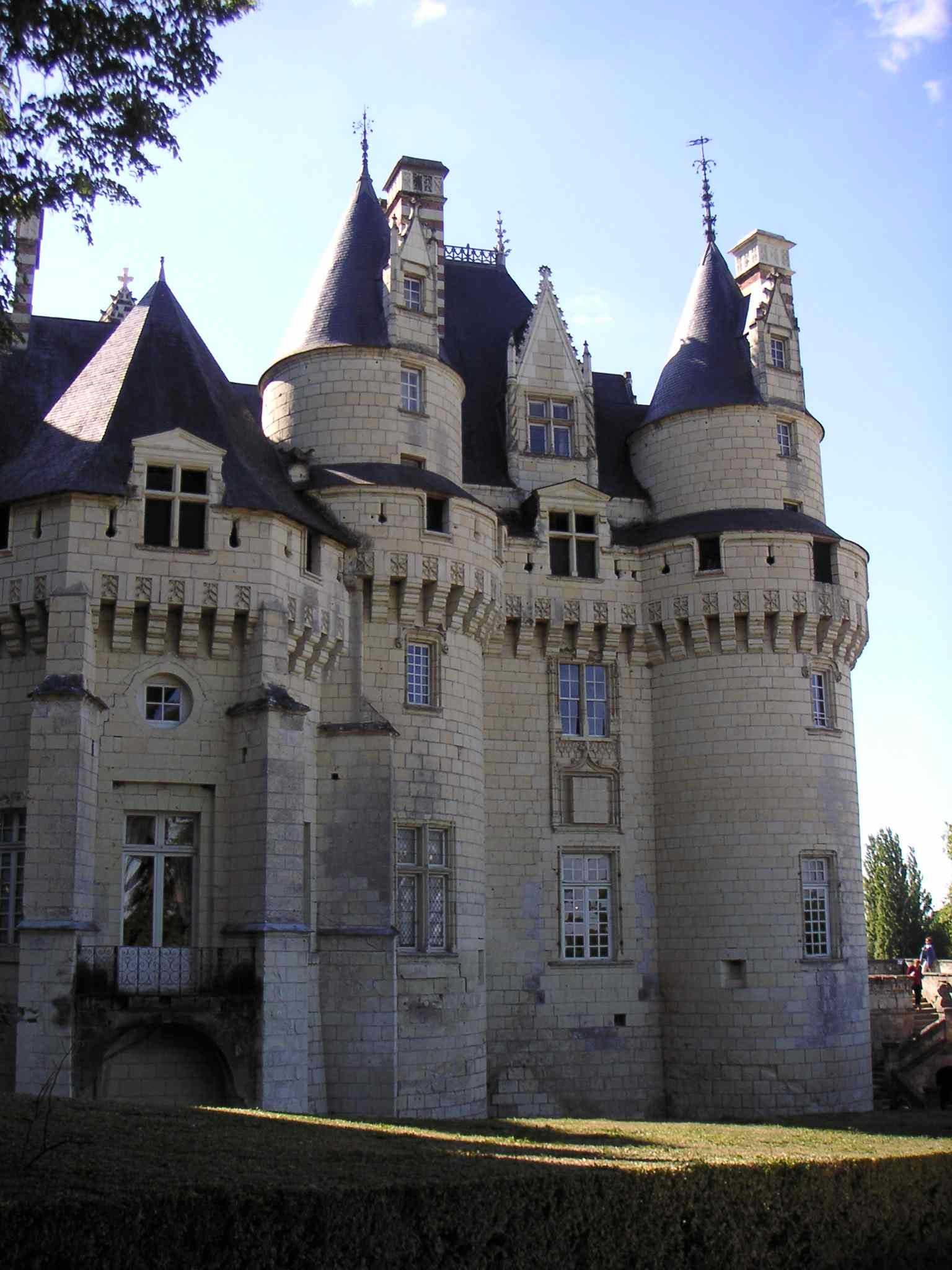
Юссе
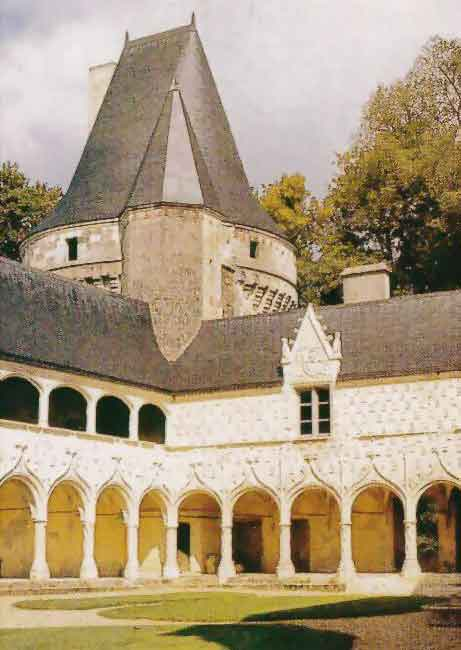
Аржі
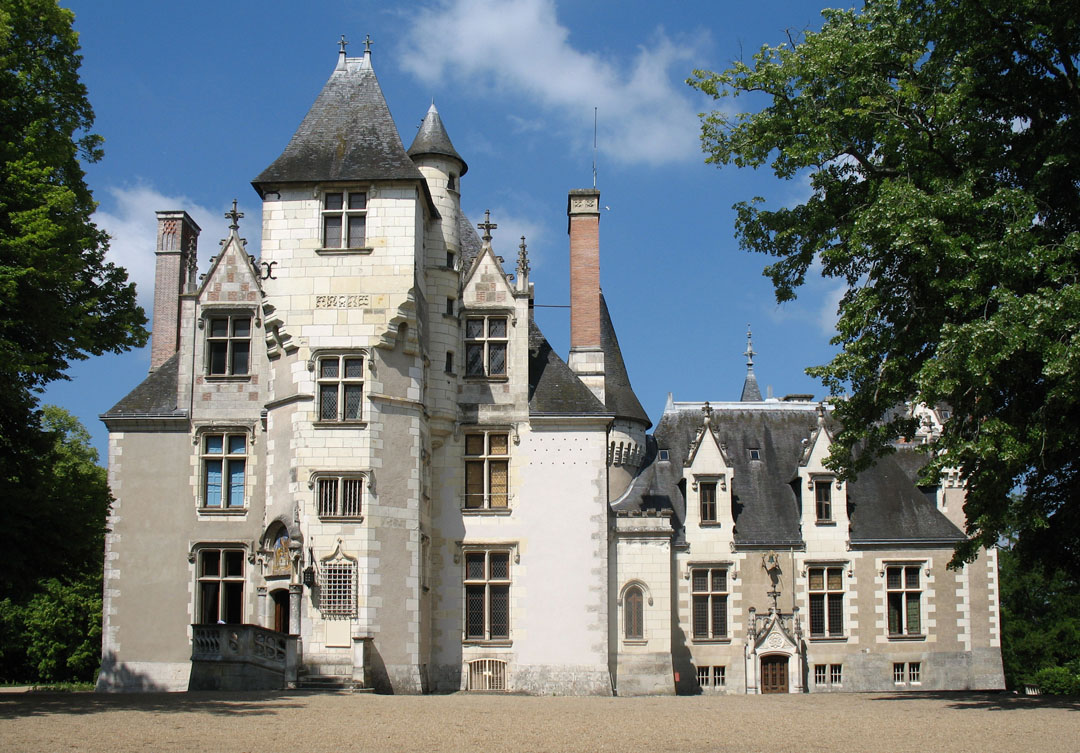
Канде в містечку Мон (фр. Monts)

## Замки за течією річкиВ'єнни
Ріво — Шинон

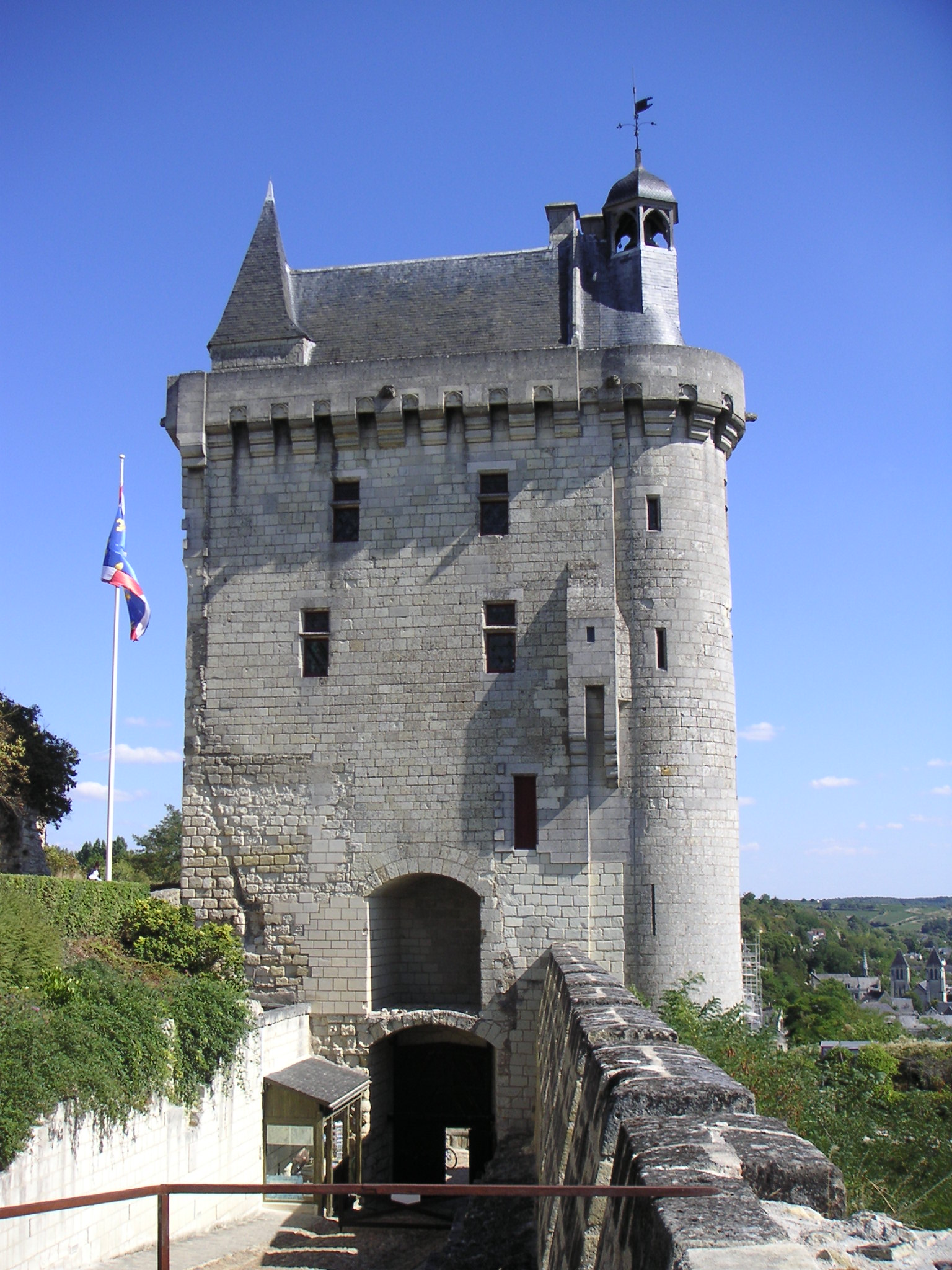
Шинон
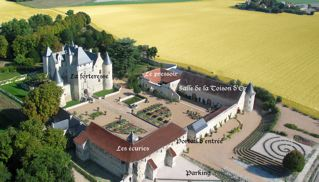
Ріво
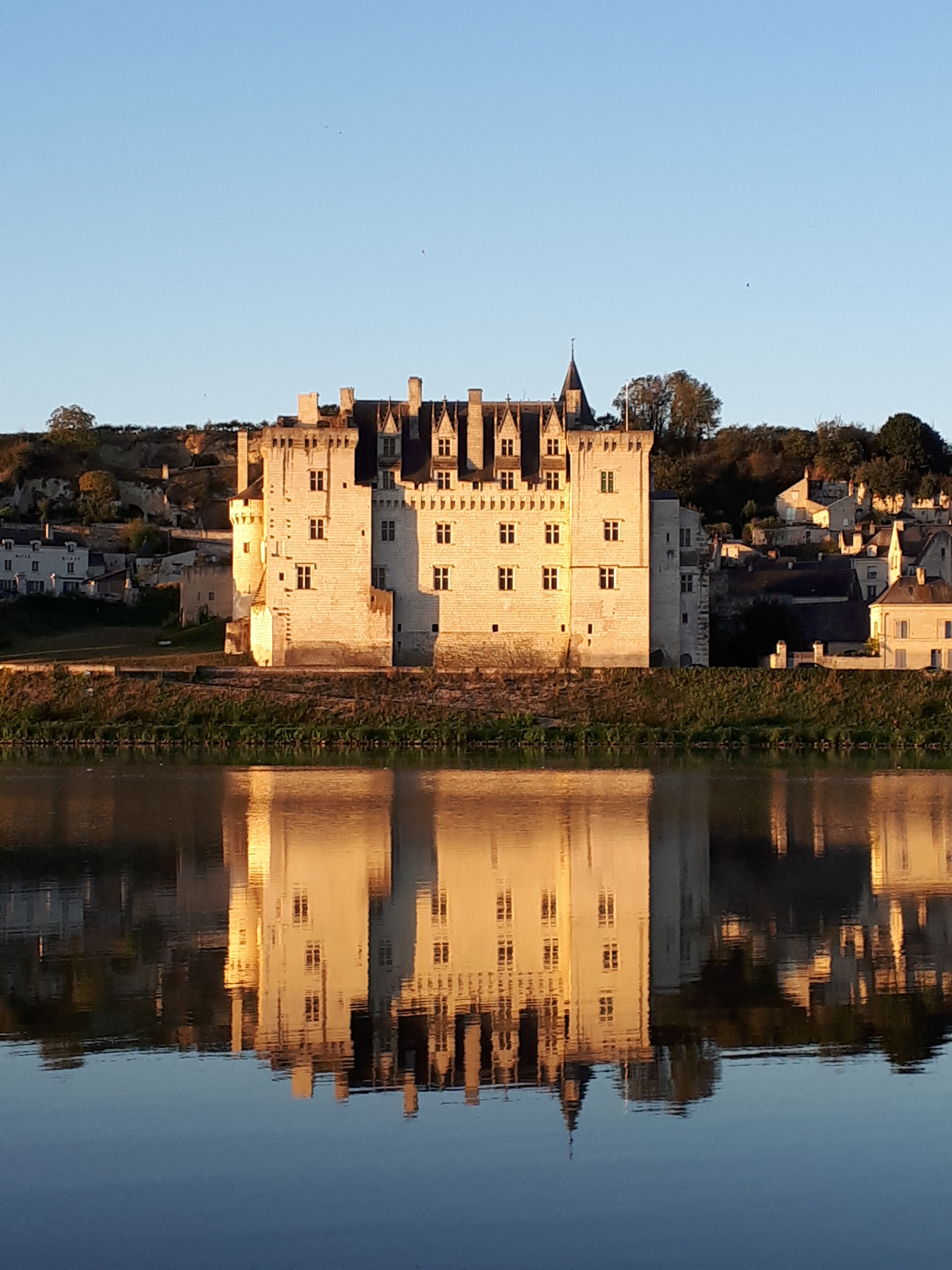
Монсоро

## Замки за течією річкиЛуар

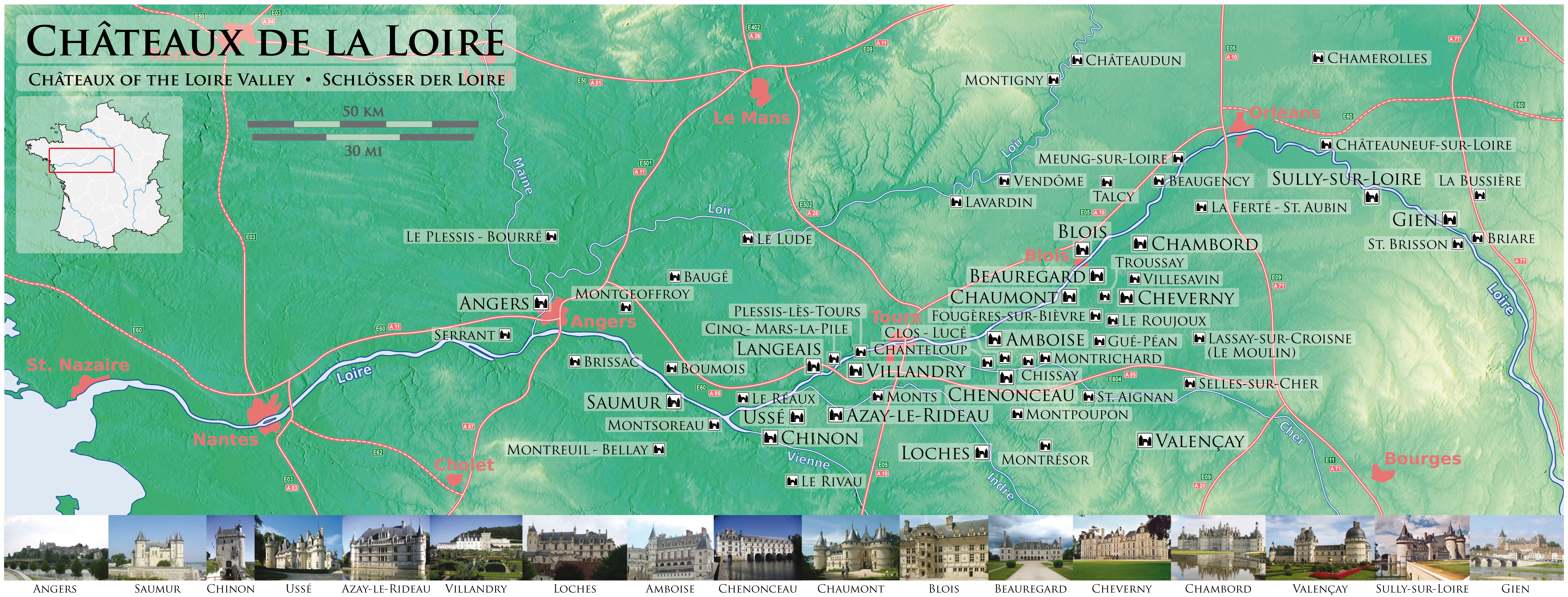
Замки Луари

Шатуда — Фретваль — Вандом — Ляварден — Монтуар — Люд

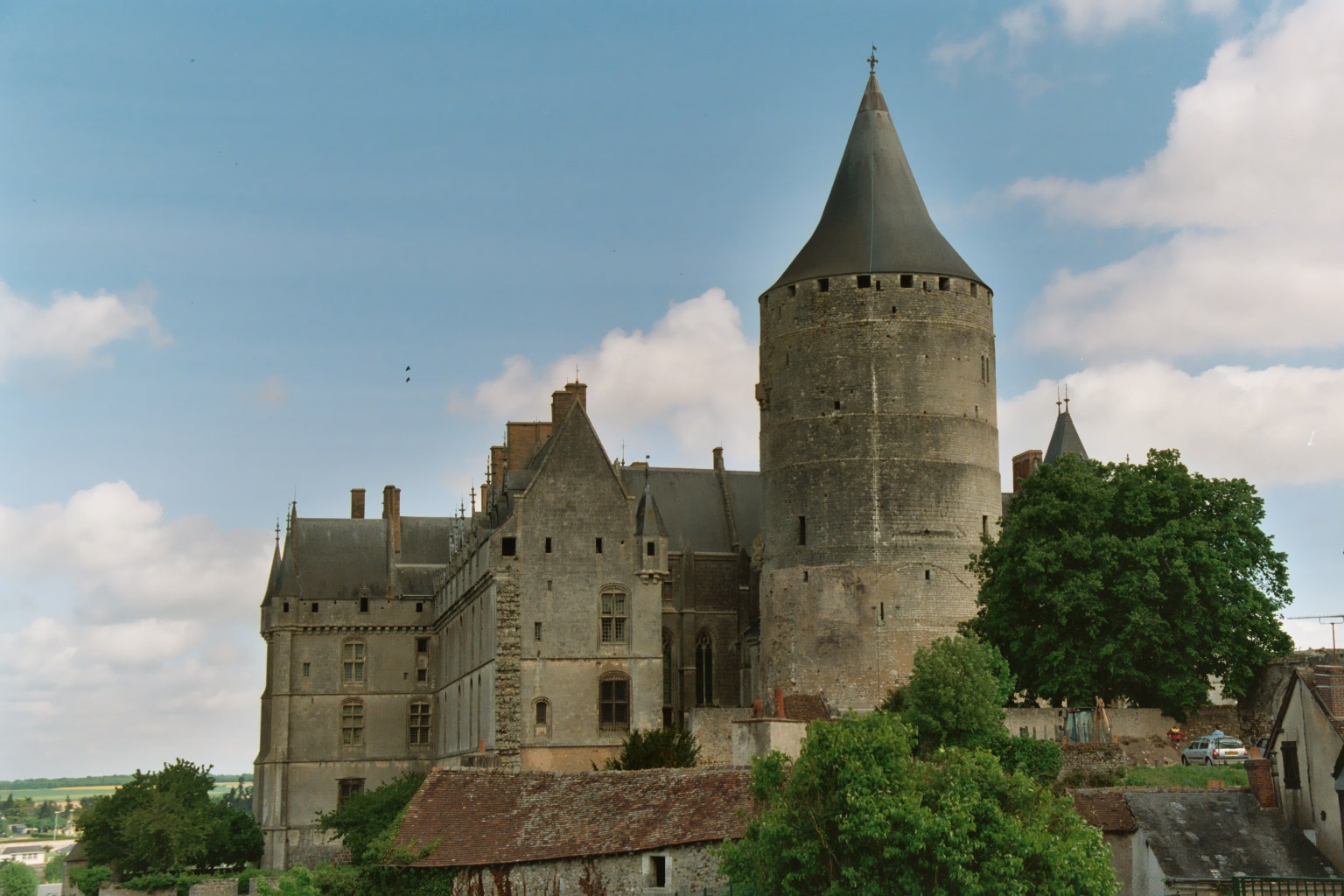
Шатуда